# Преображенская церковь (Нижний Новгород)
Церковь Преображения Господня на Канавинском кладбище — православный храм в Канавинском районе Нижнего Новгорода. Возведён в 1829—1835 годах на средства титулярного советника Я. А. Быстрицкого и нижегородского купца В. В. Монахова.
Сегодня церковь является памятником архитектуры русского классицизма — объектом культурного наследия регионального значения.

## История

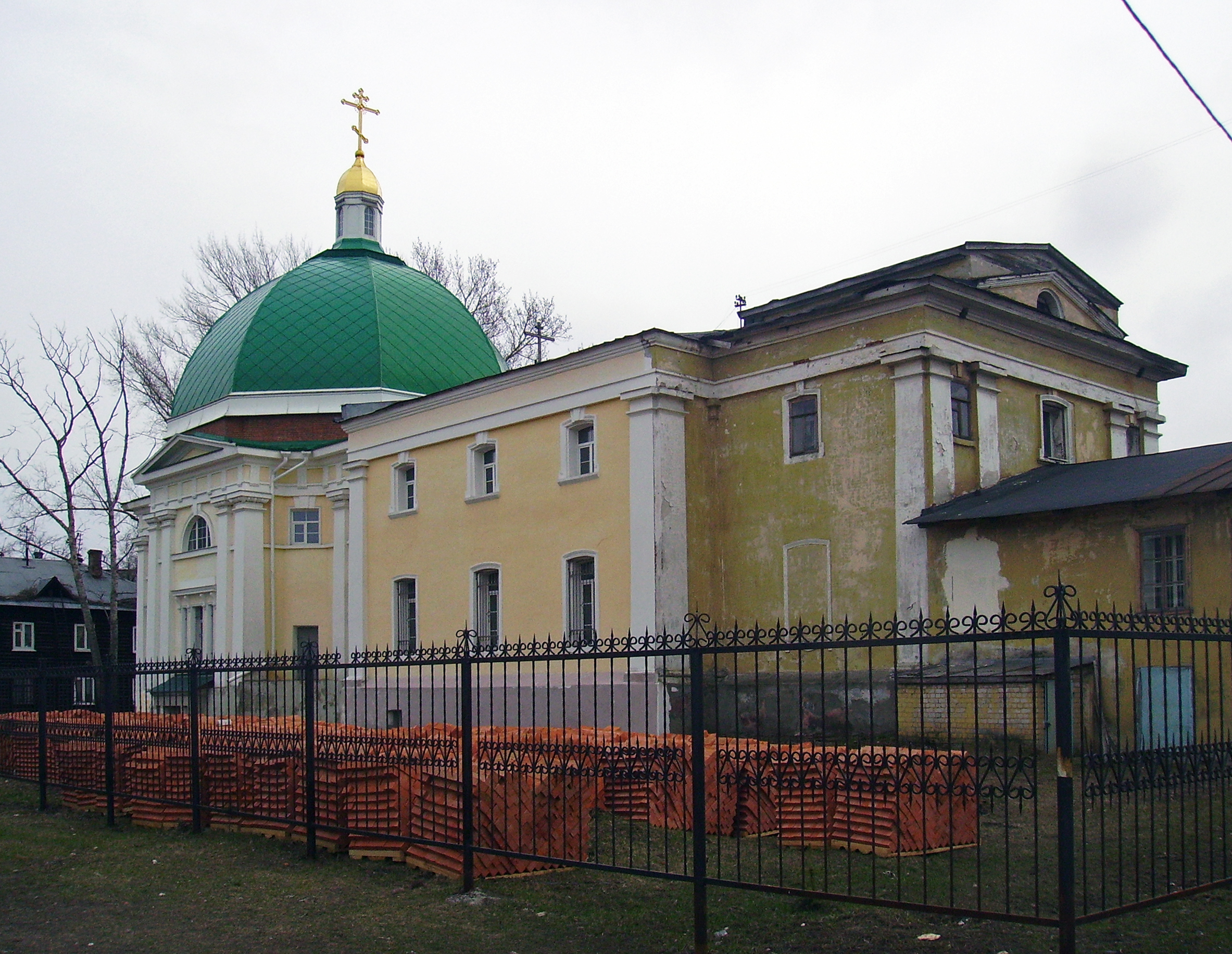
Общий вид церкви до восстановления колокольни, 2010-е годы

Кладбище в Канавинской слободе возникло предположительно в конце XVIII века. В 1829—1835 годах на прилегающей территории был возведён храм Преображения Господня. Средства на строительство выделили титулярный советник Я. А. Быстрицкий и нижегородский купец В. В. Монахов.
По архитектуре церковь изначально представляла собой центрический однокупольный храм в духе русского классицизма. В 1856—1859 годах к основному объёму пристроили трапезную и колокольню. Ещё через несколько лет был устроен трёхъярусный иконостас. Храм был известен статуями Петра и Павла, украшавшими снаружи западный вход.
Храм и кладбище занимали в общей сложности территорию в 3,5 га, вокруг которой была возведена каменная ограда. Внутри огороженной территории в середине XIX столетия было выстроено каменное здание школы.
В советский период, в 1930-е годы, храм был закрыт; были уничтожены купол с фресками, колокольня и статуи апостолов. Сначала в здании размещался райком партии, позже — Дом пионеров. Решение о ликвидации кладбища, на месте которого хотели разбить сад, было принято ещё в 1925 году. В 1950 году на данной территории был возведён спортивный комплекс «Искра», а в 1970 году рядом выстроен одноимённый дом спорта.
В 1990-е годы храм был возвращён верующим и поставлен на охрану государства, как памятник архитектуры. На 2022 год в церкви ведутся работы по сохранению объекта культурного наследия, восстановлена колокольня.